# Ray Davies
Sir Raymond Douglas Davies (* 21. června 1944 v Muswell Hill v Londýně) je znám především jako zpěvák, kytarista, skladatel a vůdčí osobnost britské rockové kapely The Kinks. Po rozchodu Kinks v roce 1996 pokračuje ve své sólové kariéře. Tu začal v roce 1984, kdy napsal scénář a režíroval úspěšný a kritiky ceněný televizní film Return To Waterloo. Na soundtracku k filmu se podíleli Kinks s výjimkou Davea Daviese. Ray Davies se ve filmu objevuje na začátku jako potulný zpěvák v londýnském metru. V roce 1998 vydal album The Storyteller, které doprovodil úspěšnými vystoupeními společně s kytaristou Petem Mathisonem. Při vystoupeních předčítal mezi skladbami ze svého autobiografického románu X-Ray. Prvním oficiálním studiovým sólovým albem Ray Daviese byla deska Other People's Lives z roku 2006.
Ray Davies se rovněž věnuje literatuře. Kromě autobiografie je také autorem sbírky na sebe navzájem navazujících povídek Waterloo Sunset, které vydalo nakladatelství Hyperion v roce 2000. Každý z krátkých příběhů ve svém jádru vychází z některých jeho skladeb.

## Život

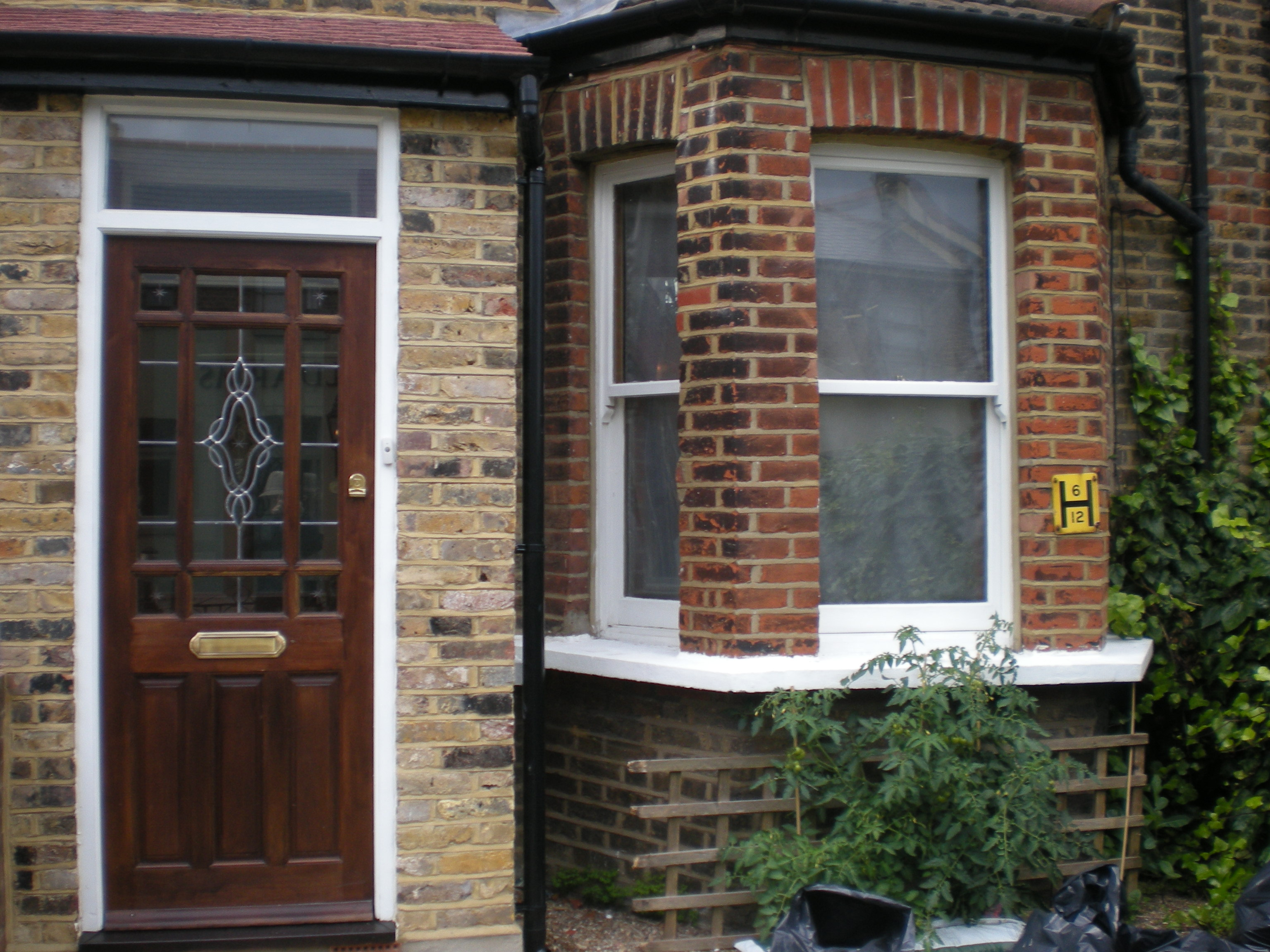
Denmark Terrace 6,
rodiště bratrů Daviesových

Davies se narodil v Denmark Terrace čp. 6 ve Fortis Green v Muswell Hill v severním Londýně rodičům Fredovi a Annie Daviesovým. Měl sedm starších sester a mladšího bratra Davea Daviese. Navštěvoval William Grimshaw Secondary Modern School (nyní Fortismere School).
V letech 1962–1963 byl Davies studentem umění na Hornsey College of Art v Londýně. V této době se z The Kinks začala stávat profesionální kapela. Na začátku roku 1964 The Kinks získali nahrávací smlouvu a z Daviese se stal hlavní skladatel a de facto lídr kapely. V srpnu téhož roku kapela vydala svůj třetí singl „You Really Got Me“, který byl velmi úspěšný a pro The Kinks znamenal významný průlom v jejich kariéře.
V letech 1966 a 1975 kapela procházela obdobím hudebního experimentování a zaznamenala řadu významných uměleckých i komerčních úspěchů. Mezi rokem 1976 a jejich rozpadem o 20 let později se The Kinks navrátili k mainstreamovému rocku a dosáhli dalších úspěchů, například s hity „Destroyer“, „Come Dancing“ nebo „Do It Again“. The Kinks se rozpadli v roce 1996 a Ray Davies od té doby vystupuje sólově.
V roce 1973 se Davies pokusil o sebevraždu kvůli rozpadu jeho prvního manželství; později u něj byla diagnostikována bipolární afektivní porucha.
Davies má se svým bratrem Davem (kytaristou The Kinks) velmi bouřlivý vztah, což mělo na kapelu velký vliv. Davies byl třikrát ženatý a má čtyři dcery (Louisa, Victoria, Natalie a Eva). V osmdesátých letech měl vztah s Chrissie Hynde z The Pretenders, se kterou má dceru Natalie.
V roce 1990 byl Davies spolu s The Kinks uveden do Rock and Roll Hall of Fame a v roce 2005 do UK Music Hall of Fame.
4. ledna 2004 byl Davies ve French Quarter v New Orleans postřelen do nohy, když pronásledoval zloděje, kteří ukradli kabelku jeho přítelkyni. K tomu došlo ani ne týden poté, co byl Davies jmenován komandérem Řádu britského impéria.

## Sólová diskografie

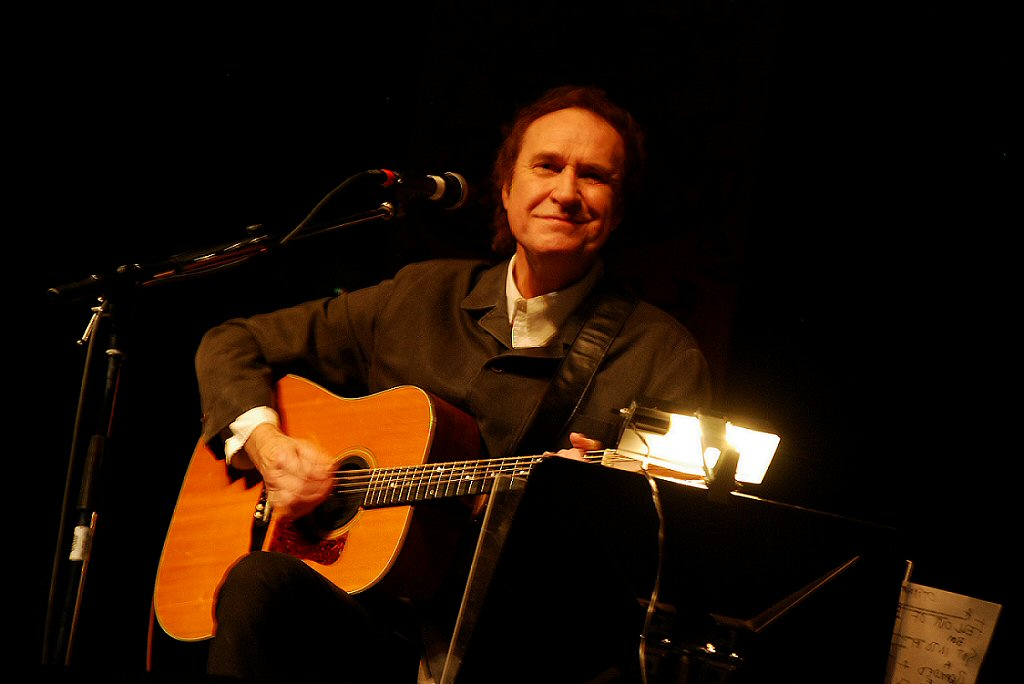
Ray Davies v Ottawě (2008)

### Sólová alba
- Return to Waterloo (1985)
- The Storyteller (1998)
- Other People's Lives (2006)
- Working Man's Café (2007)
- Americana (2017)
- Our Country: Americana Act II (2018)

### Kolaborační alba
- The Kinks Choral Collection (2009) (s the Crouch End Festival Chorus)
- See My Friends (2010) (s různými hudebníky)

### Kompilační alba
- Collected (2009)
- Waterloo Sunset - The Very Best of The Kinks and Ray Davies (2012)